# Rhyssemus thailandicus
Rhyssemus thailandicus är en skalbaggsart som beskrevs av Riccardo Pittino 1996. Rhyssemus thailandicus ingår i släktet Rhyssemus och familjen Aphodiidae. Inga underarter finns listade i Catalogue of Life.